# Buja
Buja (friülà Buie) és un municipi italià, dins de la província d'Udine. L'any 2007 tenia 6.741 habitants. Limita amb els municipis d'Artegna, Colloredo di Monte Albano, Gemona del Friuli, Majano, Osoppo i Treppo Grande.

## Administració
| Període | Identitat     | Partit        |
| ------- | ------------- | ------------- |
| 2004-   | Luca Marcuzzo | Llista cívica |